# Esgrima als Jocs Olímpics d'estiu de 1908
Als Jocs Olímpics de 1908 realitzats a la ciutat de Londres es realitzaren quatre proves d'esgrima, totes elles en categoria masculina.
Igual que en l'edició de 1904 la competició d'esgrima la realitzaren aficionats, deixant els professionals fora de la competició.

## Resum de medalles
| Prova                     | Or | Argent                                                                                              | Bronze |
| Espasa individual detalls | Gaston Alibert | Alexandre Lippmann                                                                                  | Eugène Olivier |
| Espasa per equips detalls | FrançaGaston Alibert Bernard Gravier Alexandre Lippmann Eugène Olivier Henri-Georges Berger Charles Collignon Jean Stern | Regne UnitEdgar Amphlett Leaf Daniell Cecil Haig Robert Montgomerie Martin Holt Edgar Seligman      | BèlgicaPaul Anspach · Fernand Bosmans · Fernand de Montigny · François Rom · Victor Willems · Désiré Beaurain · Ferdinand Feyerick |
| Sabre individual detalls  | Jenő Fuchs | Béla Zulawszky                                                                                      | Vilém Goppold von Lobsdorf |
| Sabre per equips detalls  | HongriaJenő Fuchs Oszkár Gerde Péter Tóth Lajos Werkner Dezső Földes                                                     | ItàliaRiccardo Nowak Alessandro Pirzio Biroli Abelardo Olivier Marcello Bertinetti Sante Ceccherini | BohèmiaVilém Goppold von Lobsdorf Jaroslav Tuček Vlastimil Lada-Sázavský Otakar Lada Bedřich Schejbal                              |

## Participants
131 tiradors de 14 nacions diferents hi van prendre part.
- Àustria (1)
- Bèlgica (18)
- Bohèmia (7)
- Canadà (1)
- Dinamarca (8)
- França (22)
- Imperi Alemany (10)
- Regne Unit (23)
- Hongria (8)
- Itàlia (11)
- Països Baixos (13)
- Noruega (1)
- Sud-àfrica (1)
- Suècia (7)

## Medaller
| Posició | País       | Or | Argent | Bronze | Total |
| 1       | França     | 2  | 1      | 1      | 4     |
| 2       | Hongria    | 2  | 1      | 0      | 3     |
| 3       | Regne Unit | 0  | 1      | 0      | 1     |
| 3       | Itàlia     | 0  | 1      | 0      | 1     |
| 5       | Bohèmia    | 0  | 0      | 2      | 2     |
| 6       | Bèlgica    | 0  | 0      | 1      | 1     |